# آکور

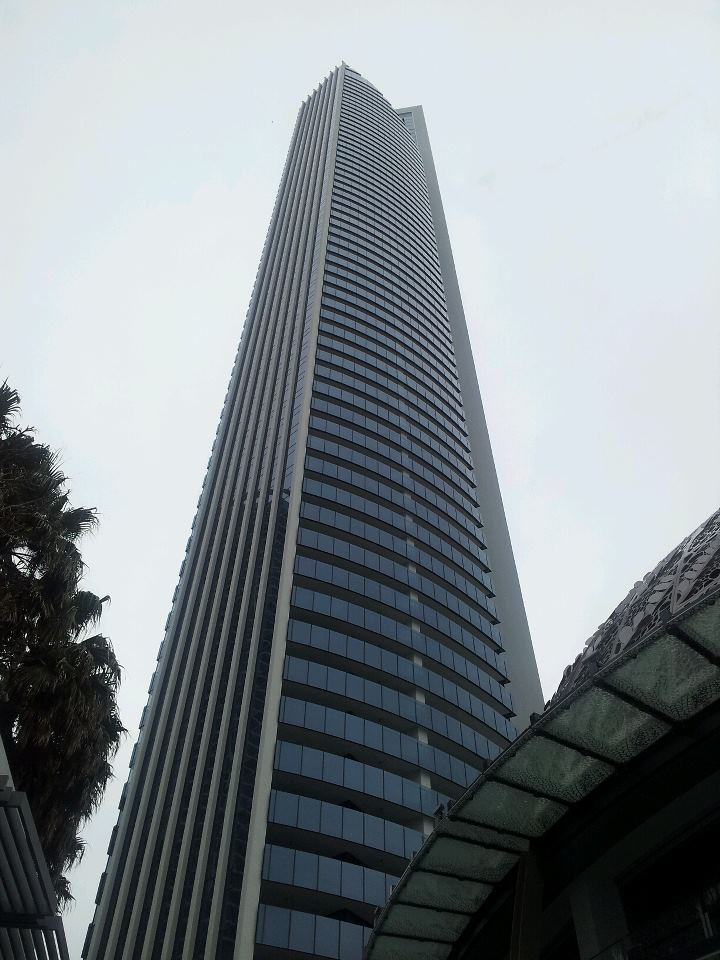
شعبه مرکزی آکور، در استرالیا

آکور (به فرانسوی: Accor) گروه هتل‌داری فرانسوی است، که بخشی از شاخص کاک ۴۰ محسوب می‌شود و در بیش از ۹۱ کشور جهان فعالیت می‌نماید. در حال حاضر گروه هتل داری «آکور» مدیریت ۷۱ هتل را در خاورمیانه در بخش‌های مختلف و در مقیاس‌های متوسط و اقتصادی در ۱۰ کشور بحرین، مصر، اردن، کویت، لبنان، عمان، قطر، عربستان سعودی، امارات متحده عربی و یمن بر عهده دارد. همچنین این شرکت دو هتل را نزدیک فرودگاه بین‌المللی تهران افتتاح خواهد کرد. این هتل‌ها که در مجموع ۵۰۰ اتاق دارند در روز ۱۵ اکتبر ۲۰۱۵ فعالیت خود را آغاز کردند. این هتل‌ها که جذب مسافران ایرانی و خارجی را هدف‌گذاری کرده‌اند به اتاق ملاقات، سالن‌های کنفرانس، سوئیت‌های مناسب و استخرهای شنا مجهز هستند.
شعبه مرکزی این شرکت در شهر پاریس، فرانسه قرار دارد. شرکت آکور مالک بیش از ۴۲۰۰ هتل در ۱۰۰ کشور جهان است. این شرکت همچنین، مالک نشان‌های تجاری مختلفی است، که به نمایندگی از آن، به ارائه انواع خدمات هتل‌داری می‌پردازد، از استراحتگاه‌های ارزان و اقتصادی گرفته، تا اقامتگاه‌های لوکس و گران‌قیمت…
تا پیش از سال ۲۰۱۰ گروه آکور، از ۲ بخش جداگانه تشکیل می‌شد، که مدیریت هتل‌ها، به بخش آکور هاسپیتالیتی (که در حال حاضر، توسط شاخه مرکزی آکور اداره می‌شود) و بخش دیگر تحت نام خدمات آکور، به ارائه خدمات به بیش از ۴۳۰٫۰۰۰ شرکت و مؤسسه و ۳۰ میلیون مشترک در ۴۰ کشور جهان می‌پردازد.